# Сентябрьское восстание во Франкфурте
Сентябрьское восстание во Франкфурте (нем. Septemberrevolution 1848) — стихийное народное восстание 18 сентября 1848 года во Франкфурте-на-Майне во время революции 1848-49 годов в Германии.

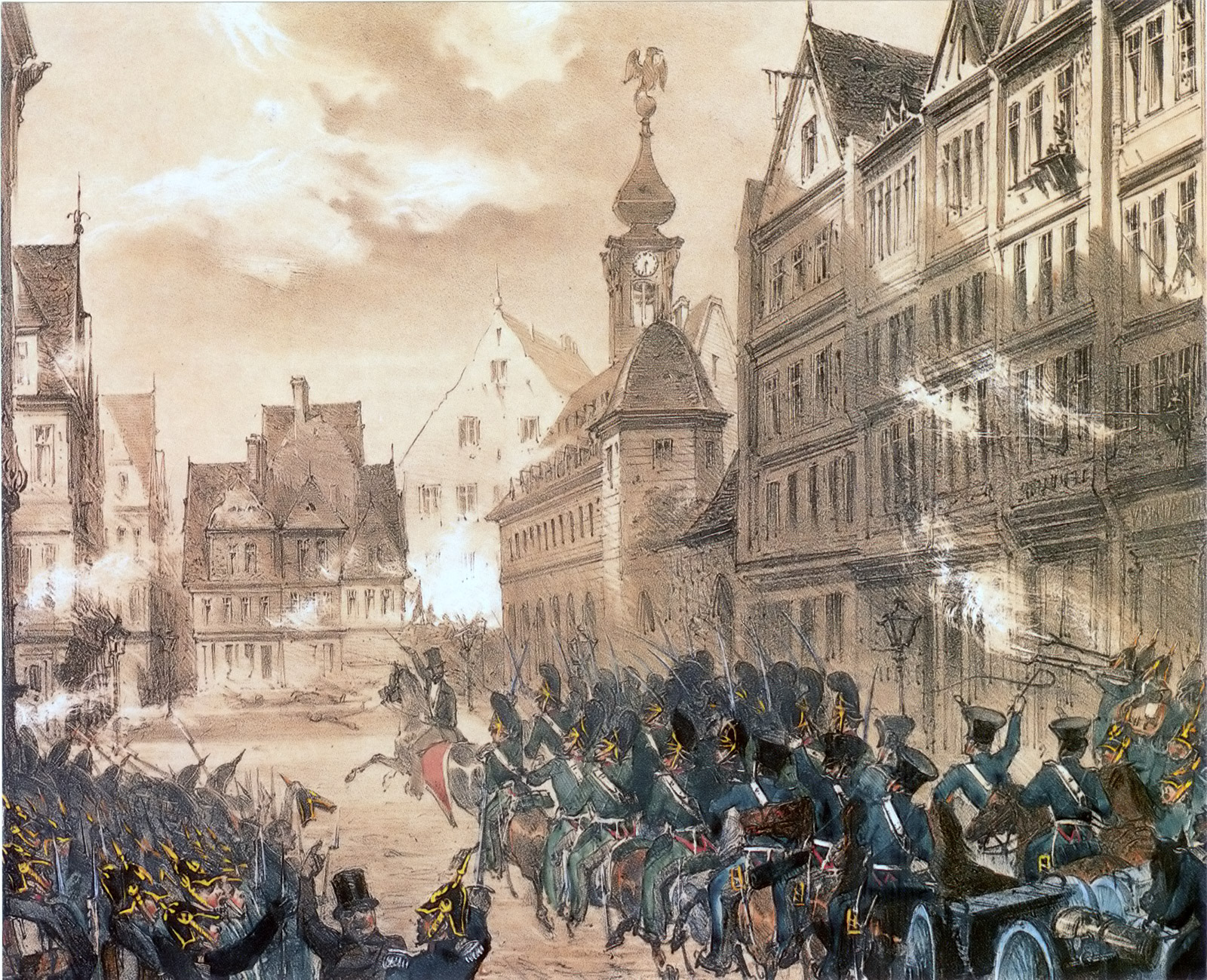
Штурм баррикады 18 сентября

В сентябре 1848 года Франкфуртское национальное собрание, парламент революционной Германии, проголосовал за прекращение войны с Данией (Мальмёское перемирие). После решения Национального собрания радикальные демократы были разочарованы тем, что войну нельзя продолжать и 17 сентября собрали своих сторонников (более 10 000 участников) на так называемое народное собрание на Пфингствайде, на котором было решено, что левые должны выйти из парламента. Однако вечером того же дня это решение было отвергнуто большинством левых, опасавшихся, что оно приведет к революционному восстанию. Это с разочарованием и раздражением было отмечено возмущенным населением, особенно франкфуртскими рабочими и ремесленниками. Народ теперь хотел полагаться на свои силы и в случае необходимости даже выступить против левых депутатов, поэтому было принято решение провести утром 18 сентября 1848 года на Россмаркте вооруженное народное собрание.
Утром толпа людей хотела войти в церковь Святого Павла, зал заседаний национального собрания, чтобы привлечь его внимание. Однако у дверей возникла суматоха, вмешались прусские войска, вызванные парламентом, в результате чего были раненые и арестованные. Это событие разожгло ненависть к пруссакам, потому что считалось, что именно Пруссия предала дело Шлезвиг-Гольштейна и теперь принимала меры против безоружных граждан. Началась баррикадная борьба между революционными рабочими, крестьянами и ремесленниками, с одной стороны, и прусскими и австрийскими военными, с другой. Восставшие построили баррикады примерно в 40 местах города, но им не удалось перекрыть важные военные пути и заручиться поддержкой окрестных деревень. Два депутата от национал-либеральной парламентской группы, Феликс фон Лихновски и Ганс фон Ауэрсвальд, подверглись нападению и были смертельно ранены повстанцами. И левые, и правые дистанцировались от восстания, заявив, что оно вызвано слепым гневом, не имеющим ничего общего с политикой.
Восстание было подавлено очень быстро, потому что ремесленники, подёнщики и подмастерья действовали стихийно и без плана. К полуночи восстание было уже подавлено. В боях погибли 30 повстанцев и 12 солдат. Во Франкфурте было введено осадное положение, которое продлилось до конца октября. Клубы и собрания были запрещены, а затем снова разрешены только под строгим надзором. Национальное собрание потеряло свой авторитет после сентябрьского восстания и не нашло сотрудничества между либеральным и радикально-демократическим лагерями. Этот ранний раскол во власти имел решающее значение для последующего провала Франкфуртского национального собрания.